# 狐狸座PS
狐狸座PS，又名BD+26 3654，HD 186518、SAO 87640、HR 7508，是狐狸座的一颗恒星，视星等为6.28，位于銀經62.82，銀緯1.61，其B1900.0坐标为赤經19h 39m 50.1s，赤緯+26° 1.61′ 46″。